# Upminster Bridge (stanice metra v Londýně)
Upminster Bridge je stanice metra v Londýně, otevřená 17. prosince 1934. Autobusové spojení zajišťují linky 248 a 370. Stanice se nachází v přepravní zóně 6 a leží na lince:
- District Line mezi stanicemi Hornchurch a Upminster.

| Rok  | Počet cestujících |
| ---- | ----------------- |
| 2009 | 0,865 mil         |
| 2011 | 0,99 mil          |
| 2012 | 1,10 mil          |
| 2013 | 1,10 mil          |
| 2014 | 1,14 mil          |